# Línea 140 (Buenos Aires)
La línea 140 es una línea de colectivos del Área Metropolitana de Buenos Aires. Une Boulogne Sur Mer con el Correo Central.
Primeramente explotada por Transportes Villa Adelina S. A., luego por el Grupo Plaza, posteriormente por Misión Buenos Aires (sucesora de Plaza) hasta 2018, ya que desde aquel año, el Grupo ERSA se hizo cargo de la línea. Con su anterior prestador (Plaza), las quejas por la excesiva frecuencia entre unidad y unidad, eran muy comunes entre los usuarios, desde agosto de 2018, el grupo ERSA opera la línea hasta la actualidad, con una flota menor a 6 años de antigüedad.

## Historia

### De los trolebuses a los ómnibus
El 2/1/1969 por la resolución 750 de la Secretaría de Estado de Transporte se le otorga el número 140 a la ex línea 310 de trolebuses a la empresa Álvarez Thomas. Unos años más tarde la línea pasa a manos de Transporte Villa Adelina que se expande al hacerse cargo también de la línea 142, la cual tenía mucho recorrido en común. Este recorrido era efectuado por la desaparecida TANSA. La empresa siempre prestó un servicio aceptable, en su flota pasaron Mercedes-Benz LO1114, OC1214 que eran frontales con motor delantero y cortos y en sus últimos tiempos los modernos OA101 que la extinta carrocera El Detalle produjo durante los años 90.

### Los tiempos de Plaza
Posteriormente, la línea 142 pasó a ser ramal de la 140. En la crisis del transporte público de los 90's, la empresa estaba en quiebra y uno de los grupos más poderosos de la actualidad que recién comenzaba a expandirse compró la línea. Se trata del Grupo Plaza, propiedad de la familia Cirigliano que también entre otras cosas, por medio de la firma Trenes de Buenos Aires (TBA) es concesionaria del ex Ferrocarril Sarmiento. La línea 142 volvió a mostrar su número propio dejando el cartelito de ramal pero su suerte no duró mucho. Finalmente el grupo optó por desvincularse de la línea por falta de rentabilidad. Actualmente la línea luego de más de una década de no contar con unidades nuevas la empresa modernizó su parque automotor con ómnibus TATSA (Tecnología Aplicada al Transporte SA, empresa perteneciente al grupo) en su modelo Puma D12 edición 2 equipadas con aire acondicionado.

## Recorridos de la Línea 140

### Puerto Madero – Juán A. Mazza y Guayaquil (Estación Boulogne) – Servicio Común
- - Ida A Estación Boulogne: Desde Terminal Puerto Madero en Cecilia Grierson y Avenida Eduardo Madero, Avenida Córdoba, Avenida Jorge Newbery, Avenida Álvarez Thomas, Monroe, Díaz Colodrero, Avenida Congreso, Avenida de los Constituyentes, Cruce Avenida General Paz, Avenida de los Constituyentes, Güemes, Alexander Fleming, Luis María Drago, Primera Junta, Paraná, Comandante Piedrabuena, Soldado De Las Malvinas, Avenida Bernardo Ader, Boedo, Guayaquil, Hasta Juán A. Mazza.

- - Regreso A Puerto Madero: Desde Juán A. Mazza y Guayaquil por Juán A. Mazza, Avenida Bernardo Ader, Ucrania, Guayaquil, Paraná, Comandante Piedrabuena, El Indio, Amancio Alcorta, Primera Junta, Luis María Drago, Alexander Fleming, Güemes, Avenida de los Constituyentes, Cruce Avenida General Paz, Avenida de los Constituyentes, Avenida Congreso, Avenida Triunvirato, Bauness, Doctor Pedro Ignacio Rivera, Avenida Triunvirato, Avenida Olazábal, Lugones, La Pampa, Donado, Álvarez, Thomas, Donado, Charlone, Avenida Elcano, Avenida Álvarez Thomas, Coronel Niceto Vega, Avenida Raúl Scalabrini Ortiz, José Antonio Cabrera, Paraguay, Junín, Viamonte, Uruguay, Avenida Corrientes, Trinidad Guevara, Avenida Alicia Moreau de Justo, Hasta Terminal Puerto Madero en Cecilia Grierson y Avenida Eduardo Madero.

## Sitios de interés
Los siguientes sitios de interés, son recorridos por la línea 140 en su recorrido: Embajada de Paraguay, Pizzeria Angelín, Real Restaurant, Instituto Libre de Segunda Enseñanza, Plazoleta Homenaje a Malvinas, Centro de Formación Profesional - Instituto Americano de Motores, Plaza Mafalda, Sanatorio Finochietto y Edificio Laminar Plaza.

## Galería

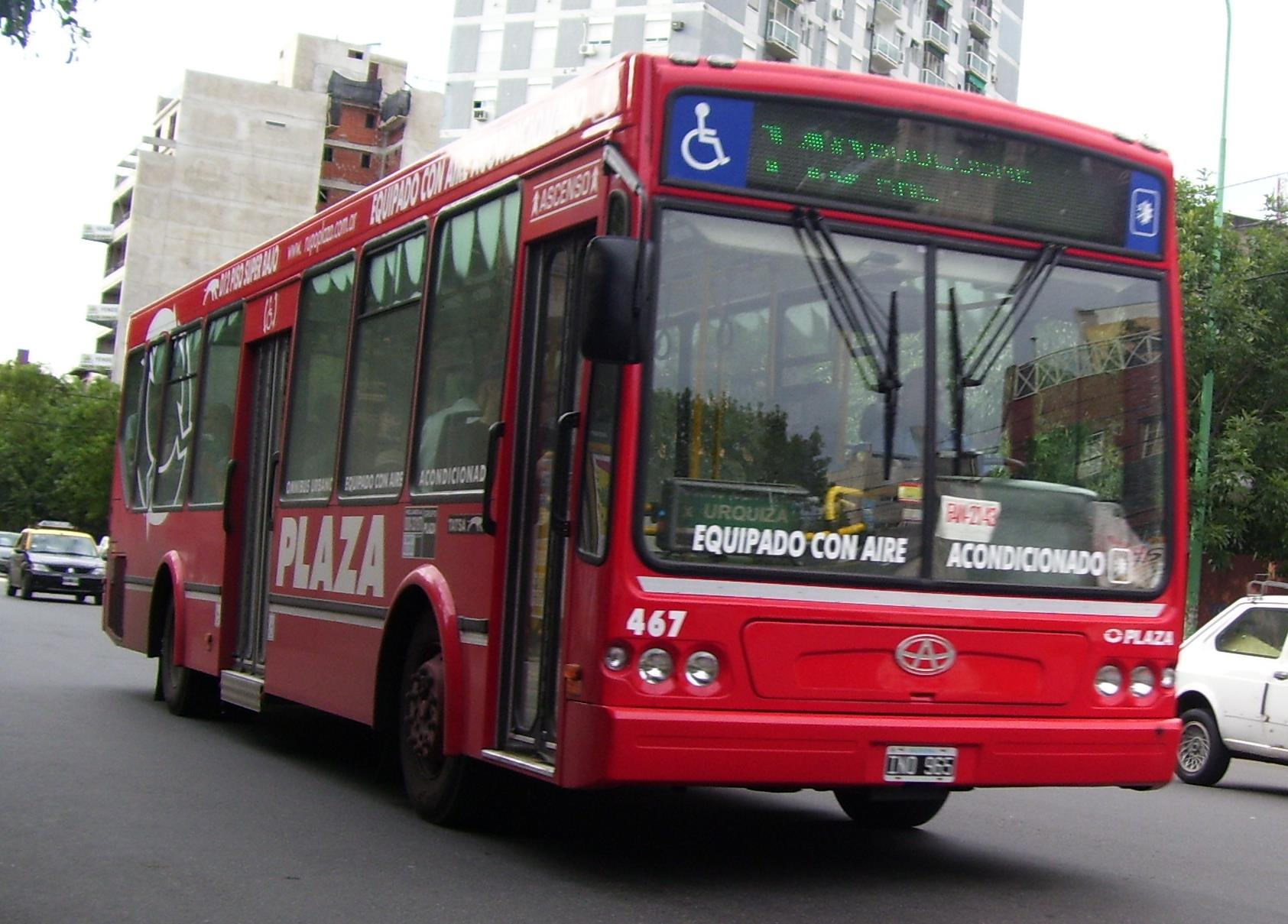
Un colectivo de la línea 140, de la época de Plaza.
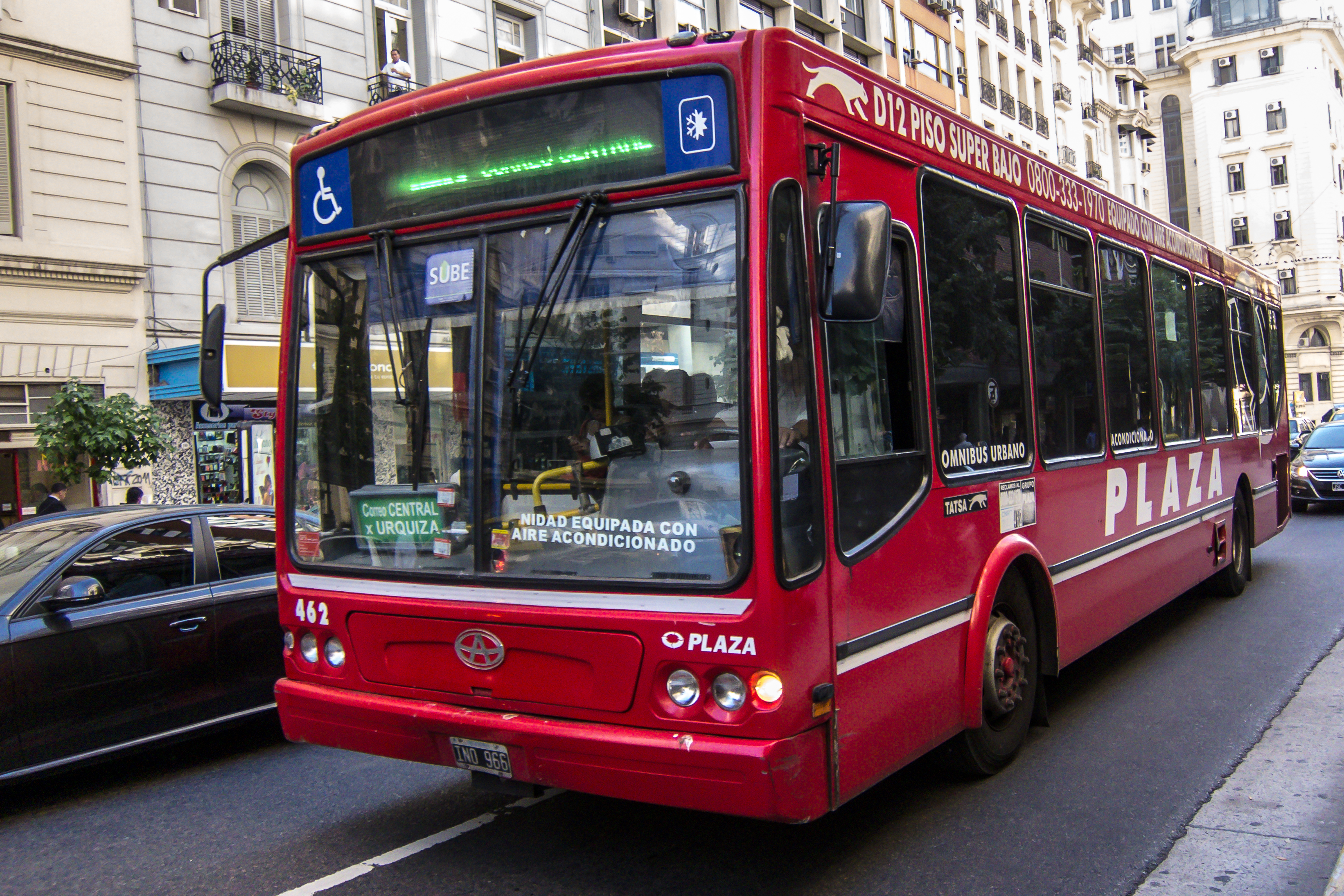
Interno de la línea 140, aún al servicio de Plaza
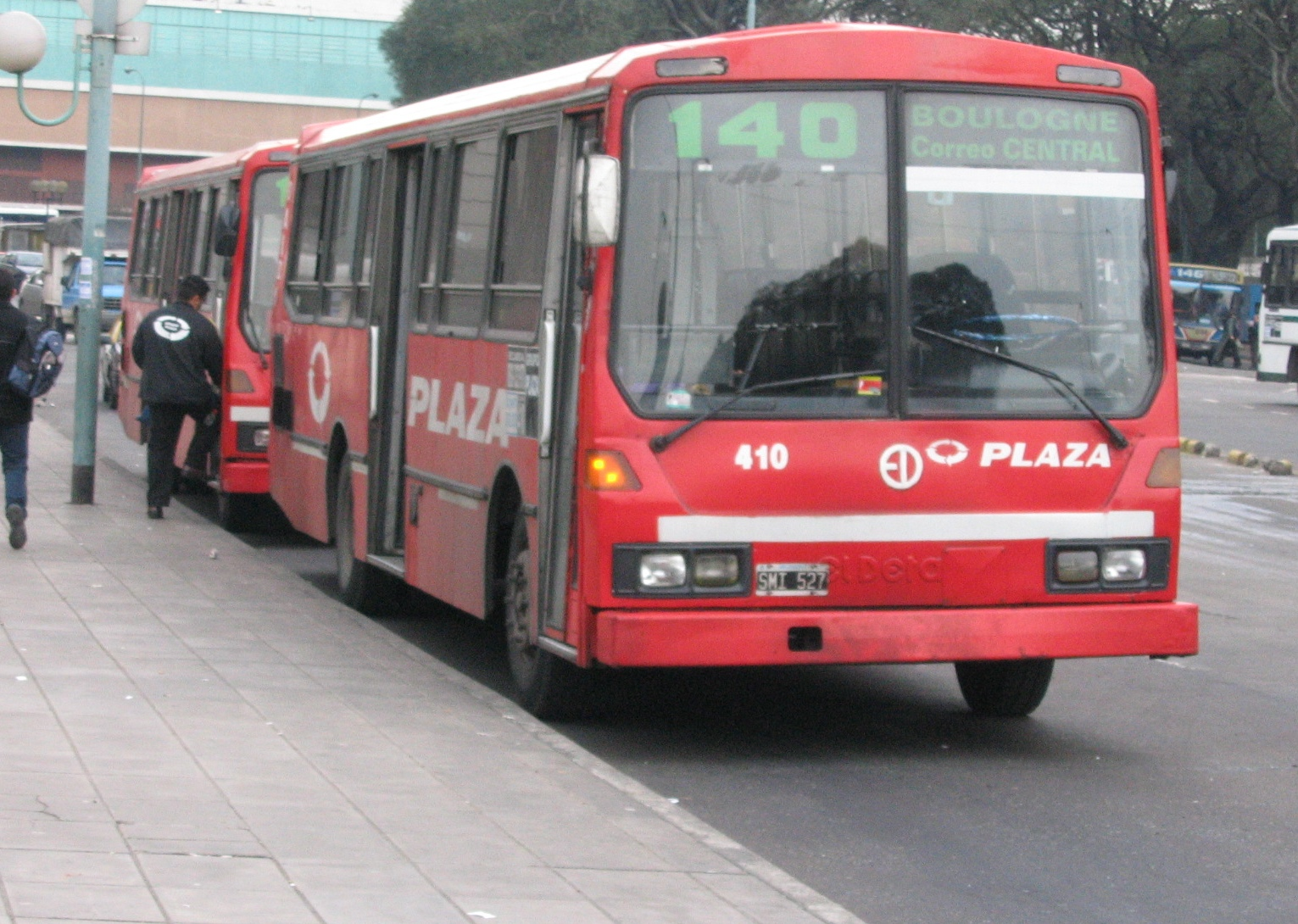
El Detalle OA 101, al servicio de Plaza